# Shelly Stafford
Shelly Stafford (ur. 8 stycznia 1997) – amerykańska siatkarka, grająca na pozycji środkowej. 
Pochodzi z Cypress w Teksasie. Ukończyła studia na Uniwersytecie Baylora. Pod koniec stycznia 2020 roku dołączyła do portorykańskiej drużyny Indias de Mayagüez. W letnim okresie transferowym postanowiła przenieść się do Europy a dokładnie do Polski do klubu z województwa mazowieckiego DPD Legionovii Legionowo. W jego barwach występowała do końca sezonu 2020/2021. W czerwcu 2021 roku będzie uczestniczyła w rozgrywkach ligi portorykańskiej w drużynie Valencianas de Juncos

## Sukcesy klubowe
Mistrzostwa NCAA:
- 2020

## Sukcesy reprezentacyjne
Puchar Panamerykański:
- 2021